# 一貴山銚子塚古墳
一貴山銚子塚古墳（いきさんちょうしづかこふん）は、福岡県糸島市二丈田中にある古墳。形状は前方後円墳。国の史跡に指定されている（指定名称は「銚子塚古墳」）。

## 概要
福岡県西部、長野川の河口付近の西岸丘陵上に築造された大型前方後円墳である。「銚子塚」の古墳名は、金の銚子が埋納されるという地元の伝承に由来する。これまでに1950年（昭和25年）に埋葬施設の発掘調査が実施されている。
墳形は前方後円形で、墳丘主軸を南北方向として前方部を北方向に向ける。墳丘は後円部が3段築成、前方部が2段築成。墳丘長は103メートルを測り、糸島地方では最大規模になる。墳丘周囲で周濠は認められていない。埋葬施設は後円部中央における竪穴式石室で、内部には組合式木棺が据えられたと推測される。石室内部からは銅鏡10面を含む多数の副葬品が原位置を保つ状態で出土している。築造時期は古墳時代前期の4世紀後半頃と推定される。
古墳域は1957年（昭和32年）に国の史跡に指定されている。

## 遺跡歴
- 江戸時代、貝原益軒の『筑前国続風土記』に記述[2]。
- 明治期、通風溝の掘削[2]。
- 1950年（昭和25年）、発掘調査（福岡県教育委員会・日本考古学協会）[3][2]。
- 1957年（昭和32年）8月29日、「銚子塚古墳」として国の史跡に指定[4]。
- 2021年（令和3年）10月11日、史跡範囲の追加指定。
- 2024年（令和6年）10月11日、史跡範囲の追加指定。

## 墳丘

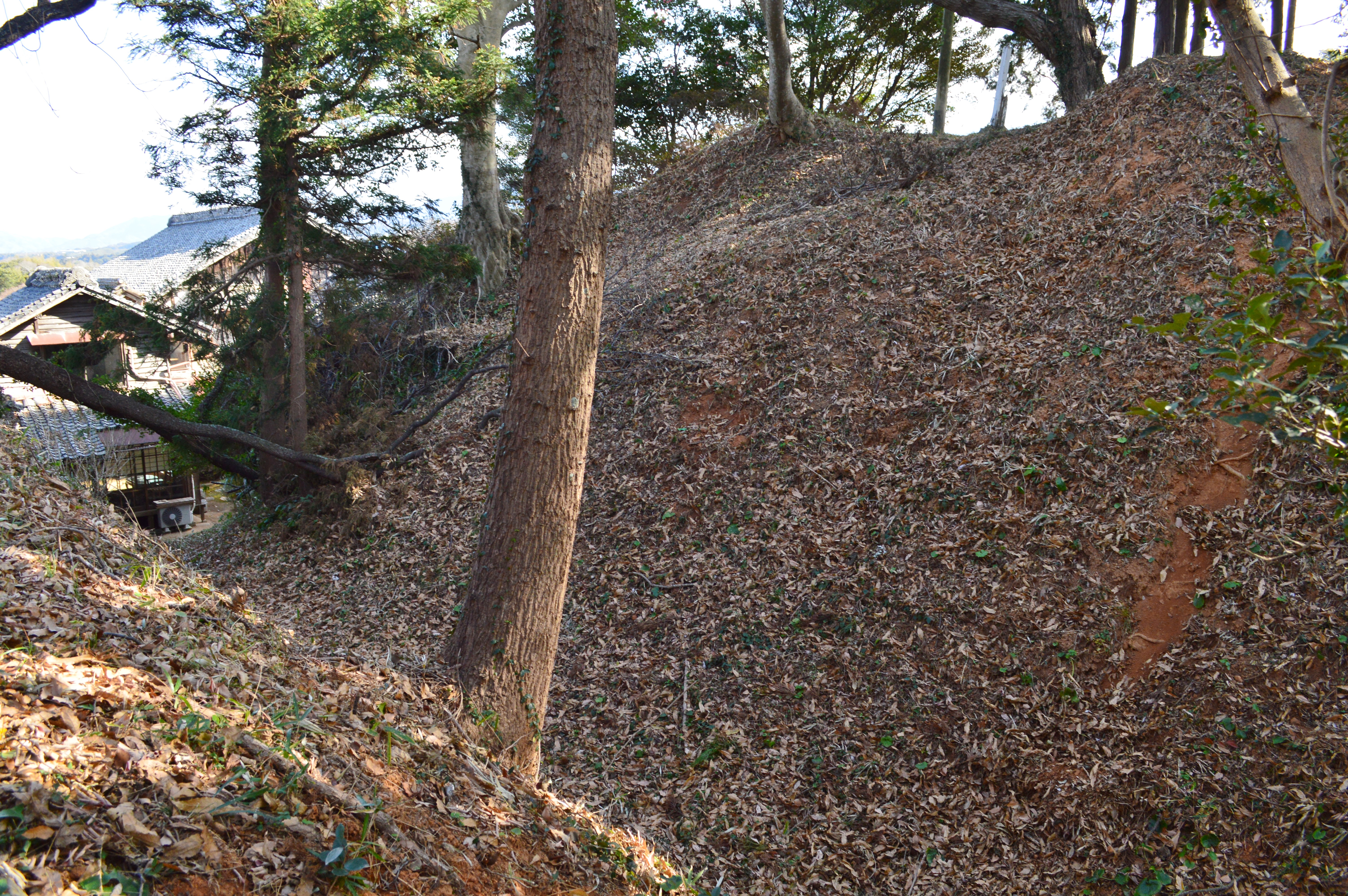
後円部の後世の掘割（切通）
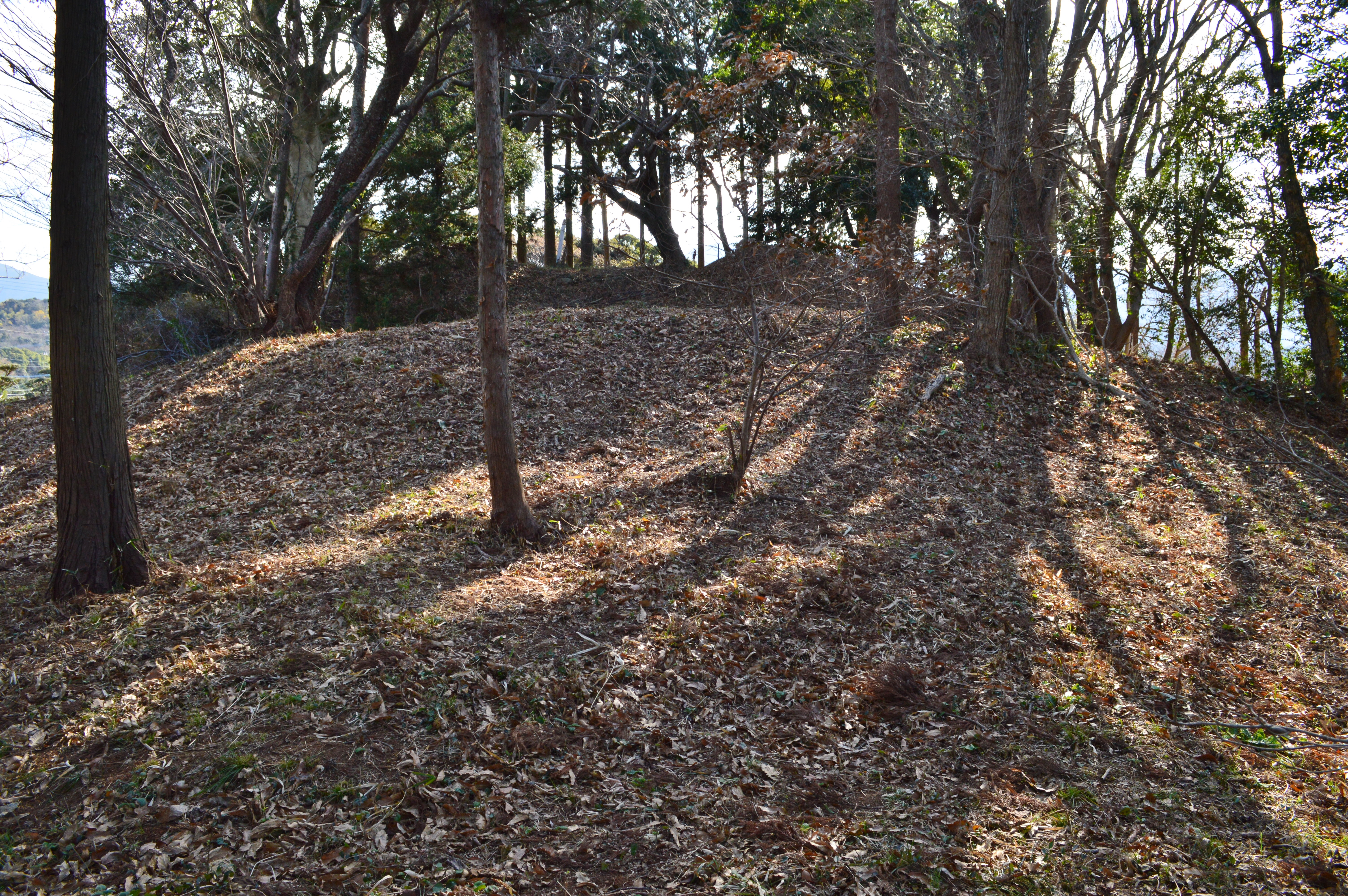
前方部から後円部を望む
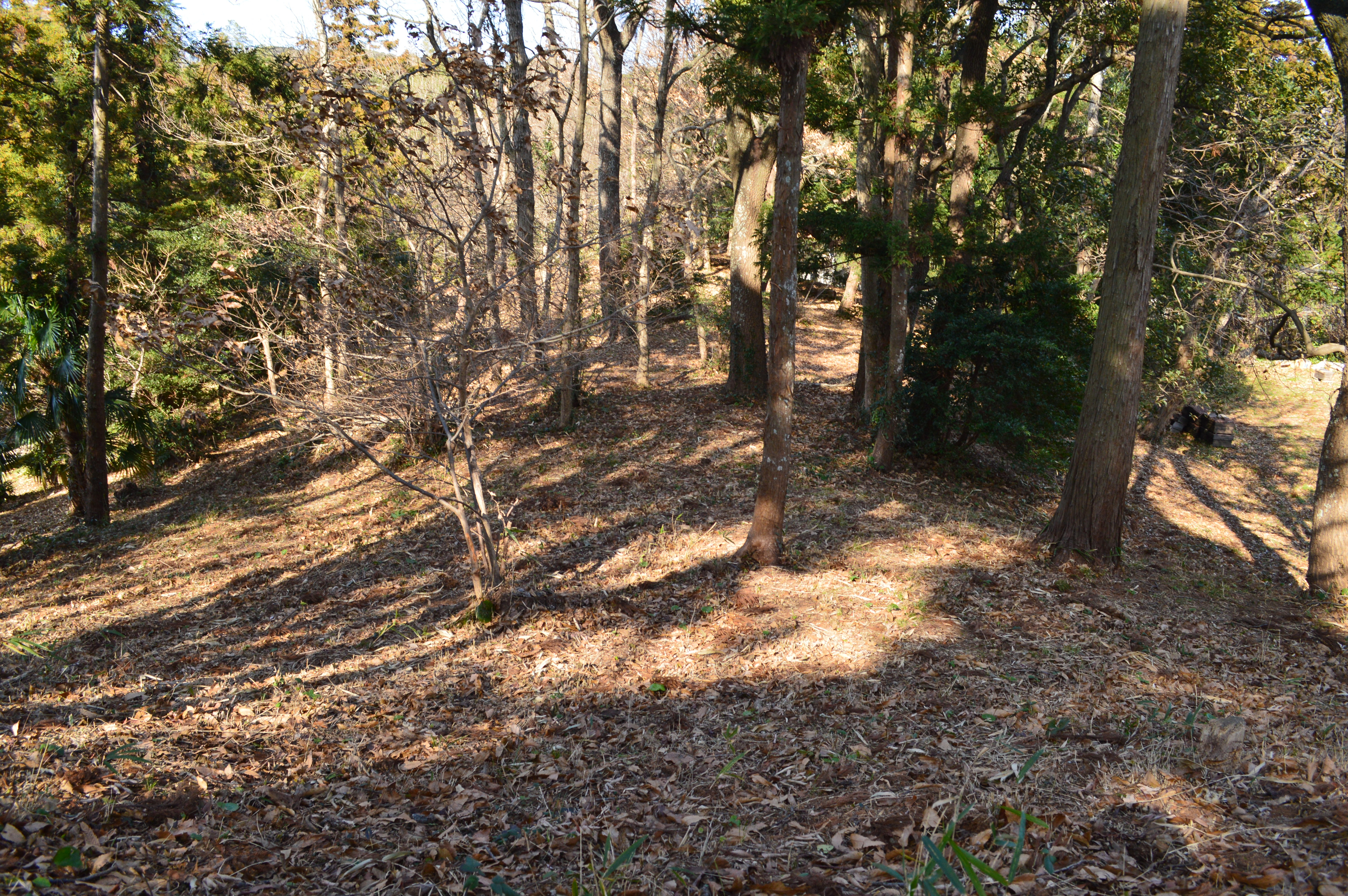
後円部から前方部を望む

墳丘の規模は次の通り。
- 墳丘長：103メートル
- 後円部 - 3段築成。
  - 直径：61メートル
  - 頂部直径：28メートル
  - 高さ：9.5メートル
- 前方部 - 2段築成。
  - 幅：29メートル
  - 高さ：6メートル

- 後円部の後世の掘割（切通）
- 前方部から後円部を望む
- 後円部から前方部を望む

## 埋葬施設

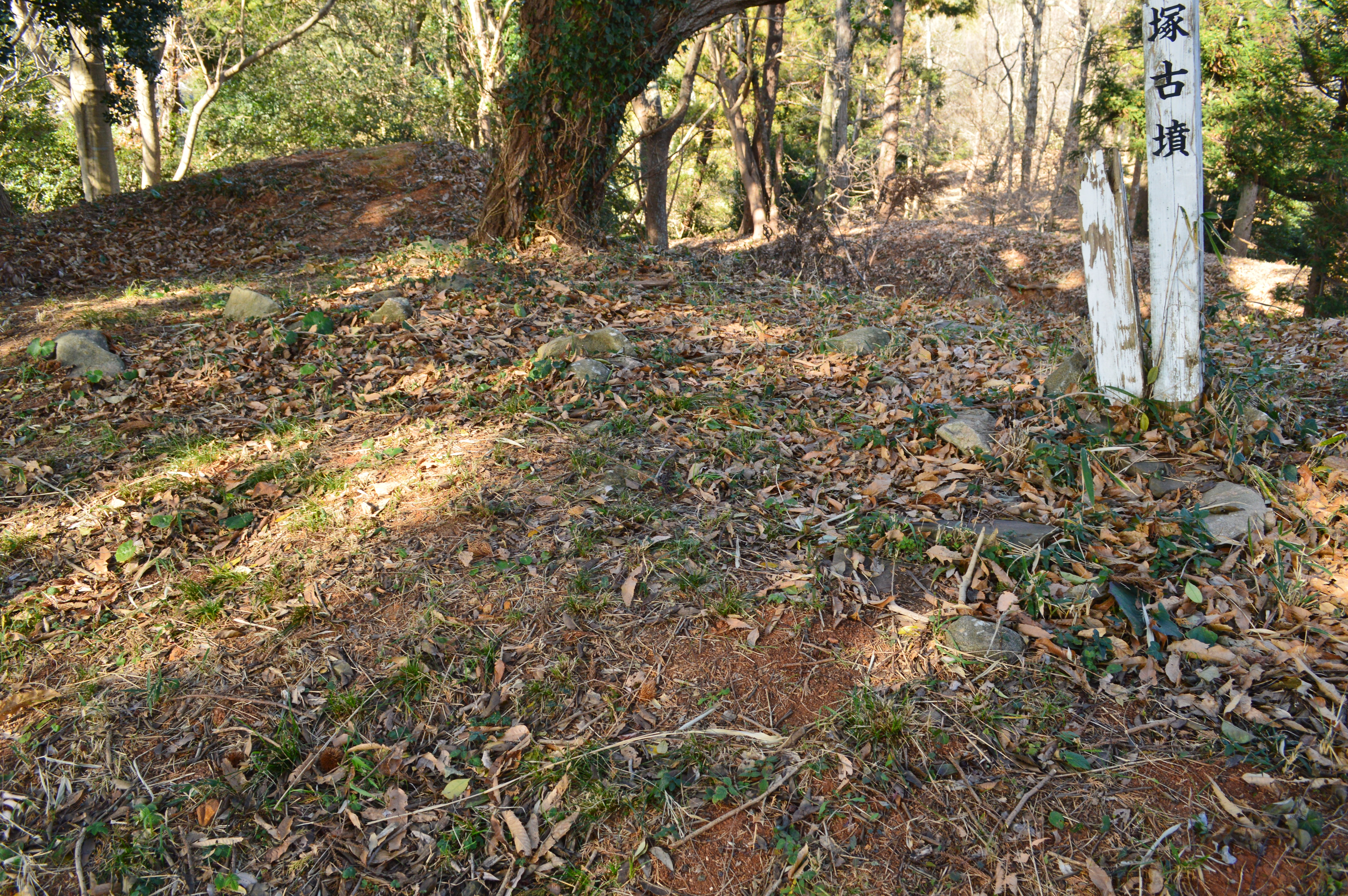
後円部墳頂

埋葬施設は竪穴式石室で、後円部墳頂のほぼ中央部に位置する。割石の小口積みで構築され、長さ3.4メートル、幅1.4メートル、深さ0.8メートルを測る。内部には組合式木棺が据えられたと推測されるが、石室の天井石を欠くため、木棺の上面を板石で覆うという特殊な方法の埋葬と推測される。石室内からは、多数の副葬品が埋納時の原位置を保った状態で出土している。

## 出土品
古墳からの出土品は次の通り。
石室内出土
- 銅鏡 10面 - いずれも鏡面を内向きとする。
  - 鍍金方格規矩四神鏡 1面 - 頭部。中国製後漢鏡。
  - 長宜子孫内行花文鏡 1面 - 頭部。中国製後漢鏡。
  - 仿製三角縁神獣鏡 8面 - 左右脇に各4面。計5種（3種各2面は同笵鏡）。一部は勅使塚古墳（兵庫県加古川市）・ヌク谷北塚古墳（大阪府柏原市）・谷口古墳（佐賀県唐津市）出土鏡と同笵鏡。

- 硬玉製勾玉 2個
- 碧玉製管玉 33個
- 鉄製素環頭大刀 3口
- 直刀 3口
- 短刀 1口
- 鉄剣 6口

石室外出土
- 剣形槍身 14口
- 鉄製長頚鏃 14個
- 壺形土器片（土師器二重口縁壺片）

これらの出土品は大半が京都大学総合博物館に保管されるほか、木棺材片・水銀朱の一部が糸島高校附属郷土博物館に保管されている。

## 文化財

### 国の史跡
- 銚子塚古墳 - 1957年（昭和32年）8月29日指定[4]、2021年（令和3年）10月11日・2024年（令和6年）10月11日に史跡範囲の追加指定[7][8]。

## 現地情報
所在地
- 福岡県糸島市二丈田中字大塚100番地1[2]

交通アクセス
- 九州旅客鉄道（JR九州）筑肥線 一貴山駅（徒歩約5分）

関連施設
- 京都大学総合博物館（京都府京都市） - 一貴山銚子塚古墳出土品の大半を保管。
- 糸島高校附属郷土博物館（糸島市前原南） - 一貴山銚子塚古墳出土品の一部を保管。

周辺
- 釜塚古墳 - 国の史跡。古式の横穴式石室を有する。

## 関連文献
（記事執筆に使用していない関連文献）
- 『一貴山銚子塚古墳の調査報告書』福岡県文化財資料集刊行会〈福岡縣史蹟名勝天然紀念物調査報告書第16輯〉、1979年。 - リンクは奈良文化財研究所「全国遺跡報告総覧」。